# Ryszard Kincel
Ryszard Kincel (ur. 8 listopada 1933 w Orłowie koło Lipna, zm. 4 sierpnia 2004) – polski prozaik, publicysta, tłumacz, w latach 1979–2000 dyrektor Miejskiej Biblioteki Publicznej w Raciborzu.

## Życiorys
Urodził się w rodzinie ewangelickiej. Był absolwentem Wydziału Filozoficzno-Historycznego Uniwersytetu Jagiellońskiego.
Swój debiut rozpoczął w 1958 roku na łamach dziennika „Głos Olsztyński”. Pracował również w „Nowinach Jeleniogórskich”. Współpracował z polskimi czasopismami, m.in. z „Poglądy”, „Opole”, „Głos Ziemi Cieszyńskiej”, „Wierchy”, „Zeszyty Raciborskie. Strzecha”, „Elektroda”, „Nowiny Raciborskie”, „Ziemia Raciborska”, „Gazeta Ustrońska”, a także posiadał na swoim koncie publikacje w czeskich pismach takich jak: „Vlastivědné listy”, „Jesenicko – Vlastivědný sborník”.
W 1977 roku został doktorem nauk humanistycznych za rozprawę Przewodnictwo turystyczne w śląskich Sudetach w XVII i XIX wieku.
Od 1979 roku, aż do przejścia na emeryturę w 2000 roku był dyrektorem Miejskiej Biblioteki Publicznej w Raciborzu.
W latach 2000–2002 prezes Opolskiego Oddziału Związku Literatów Polskich. W 2002 roku otrzymał Nagrodę im. Karola Miarki. Zmarł 4 sierpnia 2004 roku, został pochowany na cmentarzu ewangelickim w Nierodzimiu koło Ustronia.

## Publikacje
- Początki przewodnictwa turystycznego w Karkonoszach (1972),
- Sarmaci na Śnieżce (1973),
- Z polskich tradycji dusznickiego zdroju (1975),
- Dzieje raciborskiego konwisarstwa (1978),
- Ognisko kultury polskiej 1911–1981 (1981),
- Kłopotliwy książę Sułkowski (1984),
- Wielki poeta z Łubowic – Joseph von Eichendorff (1989).
- Joseph von Eichendorff – wielki poeta spod Raciborza (1991),
- Kto dobre piwo warzył (1992),
- U szląskich wód. Z dziejów śląskich uzdrowisk i ich tradycji polskich (1994),

## Tłumaczenia
- Dżuma w mieście Breslau (1974),
- Górnośląskie baśnie i podania (1991),
- Listy Augustyna Weltzla do Vincenca Praska (1999)